# Provincia di El Tarf
La provincia di El Tarf (in arabo ولاية الطارف‎?, wilāya al-Tārif) è una provincia (wilāya) dell'Algeria. Prende il nome dal suo capoluogo El Tarf. La più grande città della provincia è Besbes; un'altra città importante è El Kala.

## Popolazione
La provincia conta 408.414 abitanti, di cui 203.933 di genere maschile e 204.480 di genere femminile, con un tasso di crescita dal 1998 al 2008 dell'1.5%.

## Geografia antropica

### Suddivisioni amministrative
Questa provincia è composta da 7 distretti, a loro volta suddivisi in 24 comuni

1. El Tarf•
2. El Kala•
3. Ben Mehidi•
4. Besbes•
5. Dréan•
6. Bouhadjar•
7. Bouteldja

| Distretto  | Numero di comuni | Comuni                                                  | Superficie (km²) | Popolazione (ab.) |
| ---------- | ---------------- | ------------------------------------------------------- | ---------------- | ----------------- |
| El Tarf    | 4                | El Tarf · Aïn El Assel · Bougous · Zitouna              | 581.60           | 51787             |
| El Kala    | 4                | El Kala · Souarekh · Raml Souk · El Aioun               | 475.20           | 40556             |
| Ben Mehidi | 3                | Ben Mehidi · Echatt · Berrihane                         | 415.30           | 63483             |
| Besbes     | 3                | Besbes · Asfour · Zerizer                               | 255.37           | 68852             |
| Dréan      | 3                | Dréan · Chebaita Mokhtar · Chihani                      | 290.80           | 70915             |
| Bouhadjar  | 4                | Bouhadjar · Aïn Kerma · Oued Zitoun · Hammam Beni Salah | 481.44           | 45708             |
| Bouteldja  | 3                | Bouteldja · Lac des Oiseaux · Chefia                    | 391.88           | 36557             |